# 신문고
신문고(申聞鼓)는 1401년(태종 2년) 특수청원(特殊請願)·상소(上訴)를 위하여 대궐 밖 문루(門樓)에 달았던 북이다.

## 개설
조선에서는 상소·고발의 제도는 법제화되어 있었으나 신문고는 그 최후의 항고(抗告) 시설로 임금의 직속인 의금부 당직청(當直廳)에서 주관, 북을 치는 자의 소리를 임금이 직접 듣고 처리하도록 하였다. 즉 억울함을 호소하려는 자는 서울에서 주장관(主掌官), 지방에서는 관찰사에게 신고하여 사헌부에 고소하고 여기서도 해결이 안 되는 경우에 신문고를 두드리게 하였는데, 이는 형식상 조선에서 민의상달(民意上達)의 대표적인 제도였다.

## 제도의 운영
그러나 신문고의 사용에는 제한이 있어서 이서(吏胥)·복예(僕隸)가 그의 상관을 고발하거나 품관(品官)·향리(鄕吏)·백성 등이 관찰사나 수령을 고발하는 경우, 혹은 남을 사주(使嗾)하여 고발케 하는 자는 오히려 벌을 주었으며 오직 종사(宗社)에 관계되거나 불법으로 살인하는 자 및 자기에 관계된 억울함을 고발하는 자에 한해서 소원을 받아들였다.
신문고의 설치는 조선 초 관리들의 권리 남용으로 인한 백성의 고통을 단적으로 표시하는 것이기도 하였으나, 한편 많은 제약에도 불구하고 사소한 일까지 신문고를 사용하는 무질서한 현상을 초래하였다. 따라서 그 후 신문고 사용의 제한을 엄격히 하여 《속대전》에 따르면 사건사(四件事)와 자손이 조상을 위하는 일, 아내가 남편을 위하는 일, 아우가 형을 위하는 일, 노비가 주인을 위하는 일 및 지극히 원통한 내용에 대해서만 신문고를 사용토록 하였다.
그러나 실제로는 신문고의 이용은 주로 서울의 관리들에게만 한정되었으며 본래의 취지와는 달리 일반 상인(常人)이나 노비 또는 지방 관민에게는 효용이 없게 되었다.
그러므로 신문고의 효용은 민의창달에 결부하였다기보다 조선 초기에 특수한 신분층에 은총을 주고 한편으로는 관료의 발호(跋扈)를 억제하는 데 성과가 있었다.

## 변천
그 후 연산군 때부터 오랫동안 신문고 제도가 폐지되었으나 1771년(영조 47년) 11월에 다시 설치하고 병조에서 관리하게 하였다.